# ギニアの行政区画
ギニアは、8つの州に分かれている。コナクリ州を除く7州は、さらに計33県に分かれている。

## 州
| # | 州名         | 現地語           | 州都       | 面積 （km²） | 人口 （2014年国勢調査） |
| - | ------------ | ---------------- | ---------- | ------------ | ----------------------- |
| 1 | ボケ州       | Boké Region      | ボケ       | 31,186       | 1,081,445               |
| 2 | コナクリ州   | Conakry Region   | コナクリ   | 450          | 1,667,864               |
| 3 | ファラナ州   | Faranah Region   | ファラナ   | 35,581       | 942,733                 |
| 4 | カンカン州   | Kankan Region    | カンカン   | 72,145       | 1,986,329               |
| 5 | キンディア州 | Kindia Region    | キンディア | 28,873       | 1,559,185               |
| 6 | ラベ州       | Labé Region      | ラベ       | 22,869       | 995,717                 |
| 7 | マムー州     | Mamou Region     | マムー     | 17,074       | 732,117                 |
| 8 | ンゼレコレ州 | Nzérékoré Region | ンゼレコレ | 37,658       | 1,663,582               |

## 県
1. ベイラ県（英語版） - ベイラ
2. ボッファ県（英語版） - ボッファ
3. ボケ県（英語版） - ボケ
4. コナクリ
5. コヤ県（英語版）
6. ダボラ県（英語版） - ダボラ（英語版）
7. ダラバ県（英語版）
8. ダンギレ県（英語版）
9. ドュブレカ県（英語版） - ドゥブレカ（英語版）
10. ファラナ県（英語版）
11. フォレカリア県（英語版）
12. フリア県（英語版）
13. ガワル県（英語版）
14. ゲケドゥ県（英語版） - ゲケドゥ
15. カンカン県（英語版） - カンカン
16. ケルワヌ県（英語版）
17. キンディア県（英語版） - キンディア
18. キシドゥグ県（英語版） - キシドゥグ
19. クビア県（英語版）
20. クンダラ県（英語版）
21. クールーサ県（英語版）
22. ラベ県（英語版）
23. レルーマ県（英語版）
24. ローラ県（英語版）
25. マセンタ県（英語版） - マセンタ
26. マリ県（英語版）
27. マムー県（英語版）
28. マンディアナ県（英語版）
29. ンゼレコレ県（英語版） - ンゼレコレ
30. ピタ県（英語版）
31. シギリ県（英語版）
32. テリメレ県（英語版） - テリメレ（英語版）
33. トゥゲ県（英語版）
34. ヨムー県（英語版）

## 下位行政区画
- ギニアの県（英語版）
- Sub-prefectures of Guinea